# Извънредни директиви
„Извънредни директиви“ (на английски: Rules of Engagement) е американска военна и съдебна драма от 2000 г. на режисьора Уилям Фридкин, по сценарий на Стивън Гагхан и Джеймс Уеб, с участието на Томи Лий Джоунс и Самюъл Джаксън.

## Актьорски състав
| Актьор            | Роля                                |
| ----------------- | ----------------------------------- |
| Томи Лий Джоунс   | Полковник Хейс Лорънс „Ходж“ Ходжес |
| Самюъл Джаксън    | Полковник Тери Чайлдърс             |
| Гай Пиърс         | Майор Марк Бригс                    |
| Бен Кингсли       | Амбасадор Мурейн                    |
| Ан Арчър          | Госпожа Мурейн                      |
| Брус Грийнууд     | Бил Сокал                           |
| Блеър Ъндърууд    | Капитан Лий                         |
| Филип Бейкър Хол  | Генерал Хейс Лорънс Ходжес          |
| Ники Кат          | Хейс Лорънс Ходжес II               |
| Дейл Дай          | Майор Генерал Пери                  |
| Марк Фьорщайн     | Капитан Том Чандлър                 |
| Амиду             | Доктор Ахмар                        |
| Ричард Макгонагъл | Съдия и полковник Уорнър            |
| Гордън Клап       | Харис                               |
| Раян Хърст        | Капитан Хъстингс                    |

## В България
В България филмът е издаден на VHS от Александра Видео през 2001 г.
През 2015 г. се излъчва по каналите на bTV. Дублажът е на студио Медиа Линк. Екипът се състои от:
| Озвучаващи артисти  | Ирина Маринова Васил Бинев Георги Тодоров Даниел Цочев Георги Стоянов |
| Преводач            | Пламен Узунов                                                         |
| Тонрежисьор         | Емил Енев                                                             |
| Режисьор на дублажа | Мария Ангелова                                                        |